# Policja Myśli
Policja Myśli – fikcyjna struktura z książki George'a Orwella Rok 1984. Była organem policyjnym podporządkowanym Ministerstwu Miłości, które zajmowało się przestępstwami politycznymi i kontrolowało członków Partii za pomocą teleekranów, będących połączeniem telewizora z kamerą, pozwalającą na inwigilację mieszkań obywateli.

## Policja Myśli w powieści
Zasady funkcjonowania i kryteria inwigilacji, którymi posługiwała się Policja Myśli były tajne. Nie wiadomo było, czy inwigilacja prowadzona jest ciągle i we wszystkich mieszkaniach, czy tylko w wybranych. Ta kafkowska sytuacja stwarzała poczucie zagrożenia i przekonanie, że śledzone jest każde słowo i gest każdego obywatela. Głównym przestępstwem ściganym przez Policję była myślozbrodnia, przewinienie w znacznym stopniu niezdefiniowane i nieokreślone, podobnie jak zasady działania samej Policji.
Oficjalnym powodem istnienia Policji była konieczność walki z niezwykle rozbudowanym i przebiegłym podziemiem pod kierownictwem Emmanuela Goldsteina, bezustannie dybiącym na życie członków Partii i dobrobyt państwa za pomocą armii szpiegów i sabotażystów. Aresztowania dokonywane przez Policję Myśli były dokonywane zawsze nocą, a aresztowani znikali bez śladu, bez komunikatów czy procesów sądowych. Następnie informacje o danej osobie usuwano ze wszystkich rejestrów, metryk, dokumentów i publikacji, zacierając jakikolwiek materialny ślad świadczący o jej istnieniu (ewaporacja). W ocenie głównego bohatera, Winstona Smitha, Policja Myśli była jedyną sprawnie funkcjonującą instytucją w państwie, w którym poza tym panował chaos i wysoki poziom przestępczości kryminalnej. Jednak skutecznie ścigana była przede wszystkim myślozbrodnia. Pod koniec powieści Smith sam zostaje zatrzymany przez Policję Myśli, poddany torturom, praniu mózgu, co skończyło się skuteczną "reedukacją" i przyjęciem przez niego zasad dwójmyślenia.

## Nawiązania do współczesności
Policja Myśli u Orwella była wyraźnym nawiązaniem do komunistycznych oraz narodowosocjalistycznych tajnych policji politycznych — NKWD i Gestapo. Opisane techniki przesłuchań, inwigilacji i prania mózgu odzwierciedlają techniki stosowane przez te służby w ZSRR i ChRL technik przesłuchań i indoktrynacji stosowanych w państwach komunistycznych.